# Ilijev
Ilijev je priimek v Sloveniji, ki ga je po podatkih Statističnega urada Republike Slovenije na dan 1. januarja 2010 uporabljalo 10 oseb.

## Znani slovenski nosilci priimka
- Katarina Ilijev (*1981), košarkarica

## Znani tuji nosilci priimka
- Ljubomir Ilijev (1913-2000), bolgarski matematik
- Vladimir Ilijev, bolgarski biatlonec